# 新川優衣
新川 優衣（しんかわ ゆい、1995年12月25日 - ）は、日本のAV女優。引退を経て「桜木エリナ」と改名し活動を再開。

## 略歴・人物
東京都出身。2015年12月にAVデビュー。現役大学生だった当時から人妻役での出演が多かった。所属事務所はジーアースエンターテイメント。趣味は音楽鑑賞、料理。
2016年4月、公式ツイッターにて引退を発表し6月に引退。
同年12月に「桜木エリナ」としてツイッターを開始しAV女優としての活動を再開。所属事務所はカプセルエージェンシー。なお「桜木エリナ」のプロフィールは、1995年10月10日生まれ、スリーサイズはB83(C75)・W57・H86、趣味はドライブ、特技は大食い、としている。

## 出演作品

### アダルトDVD

#### 「新川優衣」名義
2015年
- 透明感のある清楚美人妻AVデビュー!!（12月8日、溜池ゴロー）

2016年
- マジックミラー号 恋人が欲しい素人ユーザー3名と学園祭に居た新たな恋をしたい女子大生が本気のお見合い大作戦! 男3名の中から1名を選び「見つめ合い、キスをして、欲情…」 2人っきりで燃え上がり、その場で「出会って即SEX」に至るまでを全てお見せします!! 2（1月8日、SODクリエイト）※「ユイ」名義
- 奥さんが絶対に浮気しないと信じている旦那さん限定!! 謝礼10万円であなたの奥さんを口説かせてください!!（1月9日、DOC）※「あゆみ」名義
- 私、実は夫の上司に犯され続けてます…（1月13日、溜池ゴロー）
- 夫と同じ血液型なら中出しさせてくれる噂のヤリマン人妻（1月19日、ヤリマン伝説）※「ケイコ」名義
- ハロウィンナンパ 2015in渋谷 〜浮かれたシロウト娘大収穫祭〜（1月20日、DOC）※「ケイコ」名義
- 表参道でみつけた美乳人妻に「新作水着のモデルになって下さい」と声をかけ、撮影でテンションを上げてヌルヌル泡泡ソープ体験 全員美人全員中出しスペシャル（2月6日、アイエナジー）
- 残酷ミラーゲームに負けるとエロ罰ゲーム あじわった事のないデカチンで清楚な若妻達が隣に旦那がいる状態でもおかまいなしで中出しSEX! なんとオカワリしてきた若妻も!! 3（2月13日、はじめ企画）※「ゆか」名義
- 100万円でモニタリングさせてください! 幼なじみのあの子に思い切って告白したい素人男子を応援します! 長い付き合いだからデキる真っ向勝負の筆おろし相談で二人の距離が急接近! 恥ずかしそうに勃起した友ダチ○ポで真剣に告ったら幼なじみマ○コは受け入れてくれるのか?（2月26日、SCOOP）
- この人妻、丸裸。 本気口説き 人妻編 23 ナンパ▶連れ込み▶SEX盗撮▶無断で投稿（3月2日、MAGIC）
- 顔出し!女子大生限定 マジックミラー号 素人娘初めての電マ体験 4 〜パンティの染みができてもオマ●コ汁の糸が引いても悶絶イキ我慢!〜 in池袋（3月5日、ディープス）※「なつみ」名義
- 人妻解禁!! 本物中出しドキュメント 夫以外の精子を私は今日、膣奥に受け入れます…。（4月7日、マドンナ）
- 野外露出に悦び縛られ調教されて旦那の前で犯されまくった変態ドM清楚若妻（4月8日、テクノブレイク）
- 強化合宿中の陸上アスリート選手をマッサージしてハメる盗撮映像 2（5月1日、変態紳士倶楽部）
- 常にデカ尻見せメンズエステ（5月26日、アイエナジー）
- 痰壺飼い 4（5月28日、ラッシュ）
- 小悪魔な妹2人と禁断の姉妹丼性活（6月1日、MOODYZ）
- 「ねぇ?あたしと一緒にチャットでいっぱ〜いHなことしよ♥」 制服美少女! ピチャピチャ潮吹き LIVEチャットオナニー4時間DX vol.9（6月1日、VALEX）
- 透き通る白肌にスレンダー体型の黒髪清純美少女 W生姦受精（6月1日、ロリ専科）
- 解禁初アナル!! 夫の上司の肉棒が一瞬でも気持ちいいと感じた私のふしだらなアナル…。（6月7日、マドンナ）
- バリタチ解禁レズビアン 「初めてだけど、女の子を犯したいんです…。」（6月7日、ビビアン）
- 新パックリまんこアップ 7（7月15日、サルトル映像出版）
- オナフェラ! キミだけに語りかけ! オマ●コぴちゃぴちゃ指入れ自画撮りオナニーの後に愛情たっぷりフェラチオ vol.02（8月1日、ロリオナ）
- セレブ公開調教（8月18日、グローリークエスト）
- おま●こ取扱説明書（9月1日、BURST）

#### 「桜木エリナ」名義
2017年
- マジックミラー号×ROCKET女子アナ 未来の女子アナがチ○ポ、マ○コだらけの淫語原稿読みで発情! 名門大学カップル限定! アナウンサー志望の彼女が淫語女子アナ体験 ミラー越し彼氏が見つめるサテライトスタジオ状態で赤面SEX実況!!（5月3日、ROCKET）
- ラッキーな胸チラを発見し、気づかれないように見てたけど、やっぱりバレてた?! 5 〜お隣の奥さん編〜（5月31日（レンタル）/6月9日（セル）、LEO）
- ホンナマ。 温泉NTR（6月25日、ビッグモーカル）
- 昼は地域で1番人気の美人女医 夜は緊縛姿でロウソク垂らされバイブで何度もエクスタシーする勃起ペニス大好きドMマゾ（7月7日、えむっ娘ラボ）
- 夫に内緒で他人棒SEX 「実は主人の精液も飲んだことないんです」 30歳すぎて初めての精飲 れいなさん30歳（8月10日、コスモス映像）※「れいな」名義
- 磁力戦隊マグナマン 狙われたマグナピンク（8月25日、GIGA）
- 麗しのキャンペーンガール AGAIN 12（8月26日、HMJM）※「エリナ」名義
- イマドキの清楚な美人って、実は淫らで敏感（9月1日、S-Cute）
- 結婚式の二次会で婚活に焦っているMっぽいアラサー女性を一流企業の名刺を使ってナンパお持ち帰り。（9月1日、変態紳士倶楽部）
- スマホの無料通話でセフレにエロ動画を要求され盗撮アプリで激イキオナニーを流出された素人女子10名4時間（9月1日、変態紳士倶楽部）
- パンスト絡み付け先端フェラ 〜手でパンストを操り、舌で先っぽを弄ぶ。巧みな技の数々で狂えるチ●ポ〜（9月22日、SEX Agent）
- じゅぷぬりゅドゥルンッ! いやらしスライドな素股手コキ 〜とろけ合う性器の限界密着でセックス未満なのにセックス以上〜（9月22日、SEX Agent）
- 目で訴える、Mの基本（10月13日、バルタン）
- ラグジュTV×PRESTIGE PREMIUM 08（11月24日、プレステージ）※「神谷真紀」名義
- スケベとは縁遠い意識高めの清楚系キラキラ女子がお金に困ってまさかのAV出演!!プライド崩壊即ズボSEX!!!（12月1日、AV）※「えりな」名義
- 等身大の天使 しなやかで瑞々しい美人の素のセックス（12月13日、S-Cute）

2018年
- スゴイ!って言われる私のフェラチオ見て下さい。 〜思い思いのとっておき。共通するのは果て無きチ●ポ偏愛〜（1月19日、SEX Agent）

### イメージDVD

#### 「新川優衣」名義
- 月刊 隆行通信X 6（2016年1月1日、スタジオ デュオ）

#### 「桜木エリナ」名義
- Erina 女子大生のリアル（2017年8月3日、REbcca）